# Hanhijärvi (sjö i Enonkoski, Södra Savolax)
Hanhijärvi är en sjö i kommunen Enonkoski i landskapet Södra Savolax i Finland. Sjön ligger 87,7 meter över havet. Arean är 4,28 kvadratkilometer och strandlinjen är 39,41 kilometer lång. Sjön  ingår i Vuoksens huvudavrinningsområde.   Den ligger omkring 98 kilometer nordöst om S:t Michel och omkring 300 kilometer nordöst om Helsingfors. 
I sjön finns örna Sumpusaari, Koivusaari, Syväsalmensaari, Mikkelsaari, Purnu, Suursaari och Rusisaari. 
Väster om Hanhijärvi ligger Enonkoski. Hanhijärvi ligger norr om Ylä-Enonvesi. 